# برولیو نوبرگا
برولیو نوبرگا (انگلیسی: Braulio Nóbrega؛ زادهٔ ۱۸ سپتامبر ۱۹۸۵) بازیکن فوتبال اهل اسپانیا است.
از باشگاه‌هایی که در آن بازی کرده‌است می‌توان به باشگاه فوتبال هرکولس، باشگاه ورزشی رئال مایورکا، باشگاه فوتبال اتلتیکو مادرید، باشگاه فوتبال رئال ساراگوسا، باشگاه فوتبال رکریتیوو اوئلوا، باشگاه فوتبال جوهر دارالتعظیم، باشگاه فوتبال ختافه، و باشگاه فوتبال اتلتیکو مادرید بی اشاره کرد.
وی همچنین در تیم ملی فوتبال زیر ۲۰ سال اسپانیا بازی کرده‌است.